# Osório Alves de Castro
Osório Alves de Castro (Santa Maria da Vitória, 17 de abril de 1898 — Itapecerica da Serra, 9 de dezembro de 1978) foi um romancista, alfaiate e militante comunista brasileiro.
Filho de Pedro de Almeida Castro, cartorário, e Catarina Alves de Souza, do lar. Viveu em Santa Maria da Vitória, às margens do Rio Corrente (Bahia), até 1922.
Após migrar de sua terra natal viveu em várias cidades: Rio de Janeiro, São Paulo, Bauru, Lins e Marília. Exerceu a profissão de alfaiate. Era "o homem que costura as palavras".
Durante sua vida literária produziu, com singularidade, uma obra que trata do cenário "barranqueiro" do médio Rio São Francisco. Em 1962 recebe o prêmio Jabuti de Literatura pelo romance Porto Calendário (1961), primeira e única obra publicada em vida. Manteve amizade epistolar com o escritor Guimarães Rosa, autor de 'Grande Sertão: Veredas' e 'Sagarana'. O romancista elogiou profundamente o escritor baiano, a quem chamou de 'barranqueiro inaudito de Marília e paulista profundo do são-franciscano'. Em uma das correspondências, Guimarães Rosa declara sua profunda admiração por Osório Alves de Castro da seguinte forma: "Oh, o homem do São Francisco! Pudesse, eu ia lá em Marília, conversar com ele, três noites e três dias, seguidos, sem pausa nem pio, sem fio nem pavio (...) Este homem Osório Alves de Castro eu quero ver, ouvir, abraçar e conhecer, para admirar mais...".
Osório morreu em Itapecerica da Serra, numa Clínica Geriátrica, aos 80 anos. Deixou no prelo o seu segundo romance Maria Fecha a Porta prau boi não te pegar (publicado pela Editora Símbolo em 1978), além dos inéditos Bahiano Tietê (publicado pela Empresa Gráfica da Bahia em 1990), Nhonhô Pedreira e A cidade do Velho. Os dois últimos ainda aguardam publicação.
Em 1982 suas cinzas foram jogadas nas águas do Rio Corrente por seu filho Terto Alves de Castro acompanhado do intelectual bibliotecário da casa da Cultura Antônio Lisboa de Moraes e do técnico em contabilidade Martinho Neto Leite da cidade de Santa Maria da Vitória-BA.